# Caterina Volpicelli
Caterina Volpicelli, A.S.C.V. (21. ledna 1839 Neapol – 28. prosince 1894 tamtéž) byla italská římskokatolická řeholnice, zakladatelka a členka kongregace Služebnic Nejsvětějšího Srdce svaté Cateriny Volpicelli. Katolická církev ji uctívá jako světici.

## Život
Narodila se dne 21. ledna 1839 v Neapoli rodičům Pietrovi a Terese de Micheroux. Jeho rodina patřila k neapolské vyšší třídě a byla hluboce věřící. Během dospívání se věnovala divadlu, hudbě a studiu literatury. Cítila se být povolána k řeholnímu životu.
Zpočátku toužila po kontemplativním způsobu života, ale kvůli chatrnému zdraví se toho musela vzdát. Sv. Ludvík z Casorie, se kterým se v té době znala, jí pomohl nalézt její životní povolání. Znala se také se sv. Giulií Salzano, se kterou nějaký čas spolupracovala. V Neapoli shromáždila skupinu dalších žen, se kterými se věnovala charitativní činnosti a dbala náboženský aspekt společenství. Dostala se do kontaktu s francouzskou utvářející se ženskou komunitou podobného rázu, tehdy přidružené řeholní kongregaci Misionáři Nejsvětějšího Srdce, ze které se později vyvinula kongregace Oblátek Srdce Ježíšova. Uvažovala o vytvoření společenství s touto komunitou, avšak na doporučení neapolského arcibiskupa a kardinála ct. Sista Riaria Sforziho, který v její komunitě shledal vlastní originalitu se s francouzskou komunitou neslučovala a dne 27. prosince 1867 založila vlastní řeholní kongregaci Služebnic Nejsvětějšího Srdce svaté Cataliny Volpicelli, do které spolu se svými spolupracovnicemi také sama vstoupila. Její kongregace má kromě charitativní činnosti ve svém poslání šířit apoštolát modlitby a úctu k Nejsvětějšímu Srdci. Kongregace získala potvrzení o svém založení od neapolského arcibiskupa a později, po její smrti, obdržela také schvalující dekret Svatého stolce.
Zemřela dne 28. prosince 1894 v Neapoli. Její ostatky jsou uloženy v kostele jí založené kongregace v Neapoli. Po její smrti se kongregace dále rozrostla a již kromě Itálie působí v několika dalších zemích světa.

## Úcta
Její beatifikační proces započal dne 11. ledna 1911, čímž obdržela titul služebnice Boží. Dne 25. března 1945 ji papež ct. Pius XII. podepsáním dekretu o jeho hrdinských ctnostech prohlásil za ctihodnou. Dne 28. června 1999 byl uznán první zázrak na její přímluvu, potřebný pro její blahořečení.
Blahořečena pak byla dne 29. dubna 2001 na Svatopetrském náměstí papežem sv. Janem Pavlem II. Dne 6. prosince 2008 byl uznán druhý zázrak na její přímluvu, potřebný pro jej svatořečení. Svatořečena pak byla dne 26. dubna 2009 na Svatopetrském náměstí papežem Benediktem XVI.
Její památka je připomínána 22. ledna. Bývá zobrazována v řeholním oděvu. Je patronkou jí založené kongregace.